# GSDMD
GSDMD (انگلیسی: GSDMD) یا «گَسدرمین دی» (Gasdermin D) نام یک پروتئین انسانی است که توسط ژن «GSDMD» کُد می‌شود.
این پروتئین از خانوادهٔ گسدرمین است و به‌نظر می‌رسد در رشد سلول‌های اپی‌تلیال (باف پوششی) نقش داشته باشد. همچنین به‌نظر می‌رسد که این پروتئین، یک سرکوب‌گر سلول‌های سرطانی هم باشد.
اخیراً مشخص شده‌است که گسدرمین در فرایند «پایروپتوز» نقش مهمی داشته باشد؛ فرایندی که بدنبال فعال‌شدن اینفلامازوم رخ می‌دهد. گسدرمین به دیوارهٔ داخلی لیپیدها متصل شده و با ایجاد حفره‌هایی، زمینهٔ زوال و مرگِ سلول را فراهم می‌آورد.
علاوه بر اینها، این پروتئین انسانی، یک نقش ضدمیکروبی هم دارد که از طریق اتصال به کاردیولیپین غشاء باکتری‌ها ایفا می‌شود.